# Portada/article juliol 21

## Cor de la catedral de Toledo
El cor de la catedral de Toledo està situat en la nau central de la catedral, enfront del presbiteri i separat d'aquest per la nau del creuer. Longitudinalment, abasta l'espai de dos trams. El més important dintre d'aquest espai són els seus cadirats, l'alt i el baix. El cadirat baix va ser realitzat entre 1495 i 1498 per Rodrigo Alemán seguint l'estil gòtic. El cadirat alt té més mèrit artístic i va ser elaborat per dos grans escultors, Felipe Bigarny —anomenat també Felipe de Borgonya— i Alonso Berruguete, i va ser realitzat entre 1539 i 1543. Segons la historiadora d'art, Isabel del Río de la Hoz, és «el conjunt d'escultura més important del renaixement espanyol». Dins del cor es troba una imatge de l'anomenada Verge Blanca del segle xiv, uns faristols de bronze del segle xvi i dos orgues del segle xviii. Està tancat per una reixa realitzada per Domingo de Céspedes el 1548.